# Noranta-dos
El noranta-dos és un nombre natural que segueix el noranta-u i precedeix el noranta-tres. S'escriu 92 o XCII segons el sistema de numeració emprat.

## En altres dominis
- Designa l'any 92 i el 92 aC
- És el codi telefònic internacional del Pakistan.[1]
- És el nombre atòmic de l'urani.
- Vuit reines es poden col·locar en un tauler d'escacs de 92 formes diferents, de manera que no s'ataquin entre elles.[2]
- És un nombre d'Erdős-Woods.[3]